# Neoathyreus
Neoathyreus es un género de coleóptero de la familia Geotrupidae.

## Especies
Las especies de este género son:
- Neoathyreus accinctus
- Neoathyreus acutus
- Neoathyreus androsensis
- Neoathyreus anfractus
- Neoathyreus antennatus
- Neoathyreus anthracinus
- Neoathyreus apiculatus
- Neoathyreus arribalzagai
- Neoathyreus asciculus
- Neoathyreus biceps
- Neoathyreus bidentatus
- Neoathyreus boosi
- Neoathyreus brazilensis
- Neoathyreus caesariatus
- Neoathyreus castaneus
- Neoathyreus catharinae
- Neoathyreus centralis
- Neoathyreus centromaculatus
- Neoathyreus corinthius
- Neoathyreus corniculatus
- Neoathyreus cuspinotatus
- Neoathyreus excavatus
- Neoathyreus fallolobus
- Neoathyreus fissicornis
- Neoathyreus flavithorax
- Neoathyreus glaseri
- Neoathyreus goyasensis
- Neoathyreus granulicollis
- Neoathyreus hamifer
- Neoathyreus illotus
- Neoathyreus inermis
- Neoathyreus interruptus
- Neoathyreus isthmius
- Neoathyreus julietae
- Neoathyreus lanei
- Neoathyreus lanuginosus
- Neoathyreus latecavatus
- Neoathyreus latidorsalis
- Neoathyreus lepidus
- Neoathyreus lingi
- Neoathyreus lobus
- Neoathyreus lyriferus
- Neoathyreus martinezorum
- Neoathyreus mexicanus
- Neoathyreus mixtus
- Neoathyreus moraguesi
- Neoathyreus obscurus
- Neoathyreus ornatus
- Neoathyreus panamensis
- Neoathyreus peckorum
- Neoathyreus perryae
- Neoathyreus pholas
- Neoathyreus planatus
- Neoathyreus politus
- Neoathyreus purpureipennis
- Neoathyreus ramusculus
- Neoathyreus reichei
- Neoathyreus rufobrunneus
- Neoathyreus rufoventris
- Neoathyreus sexdentatus
- Neoathyreus tortuguerensis
- Neoathyreus tridentatus
- Neoathyreus tridenticeps
- Neoathyreus tweedyanus
- Neoathyreus versicolor
- Neoathyreus viridis
- Neoathyreus guyanensis